# Линдхольм, Брита
Бри́та Ли́ндхольм (швед. Brita Lindholm; род. 12 декабря 1963, Фалун) — шведская кёрлингистка.
В составе женской сборной Швеции участница чемпионата мира 1983 (заняли четвёртое место). Чемпионка Швеции среди женщин.
Играла на позиции третьего.

## Достижения
- Чемпионат Швеции по кёрлингу среди женщин: золото (1983).

## Команды
| Сезон   | Четвёртый     | Третий          | Второй         | Первый           | Турниры                      |
| ------- | ------------- | --------------- | -------------- | ---------------- | ---------------------------- |
| 1983—84 | Аннели Бурман | Брита Линдхольм | Майт Бьюрстрём | Катарина Лесскер | ЧШЖ 1983 · ЧМ 1983 (4 место) |

(скипы выделены полужирным шрифтом)